# Apostolepis gaboi
Espèce
Apostolepis gaboi  est une espèce de serpents de la famille des Dipsadidae.

## Répartition
Cette espèce est endémique de Bahia au Brésil. 

## Étymologie
Cette espèce est nommée en l'honneur de Gabriel Omar Skuk Sugliano (1962-2011).

## Publication originale
- Rodrigues, "1992" 1993 : Herpetofauna das dunas interiores do Rio Sao Francisco: Bahia: Brasil. 5. Duas novas especies de Apostolepis (Ophidia, Colubridae). Memórias do Instituto Butantan, vol. 54, no 2, p. 53-59.